# Microsoft Lumia 535
Microsoft Lumia 535 — бюджетный смартфон от корпорации Microsoft, официально представленный 11 ноября 2014 года. Это первый смартфон под брендом Microsoft, впоследствии будет использоваться после приобретения мобильного подразделения Nokia. В продажу поступил в декабре того же года. Считается очень неплохим девайсом в своём классе.
16 мая 2015 года, Microsoft выпустила его преемника,
Microsoft Lumia 540, с улучшенным дисплеем и улучшенной камерой

## Аппаратное обеспечение
Смартфон оснащен четырёхъядерным процессором Snapdragon 200 (8212) от Qualcomm, работающим на тактовой частоте 1,2 ГГц (Архитектура ARMv7), и графическим процессором Adreno 305. Объём оперативной памяти равен 1 Гб. Объём встроенной памяти составляет 8 Гб. Слот для карт памяти microSD поддерживает до 128 Гб. Аппарат оснащен 5-дюймовым экраном с разрешение дисплея: qHD (960 x 540), с плотностью 220 пикселей на дюйм, выполненный по технологии IPS. В аппарат встроена 5-мегапиксельная камера со светодиодной вспышкой, которая может снимать видео (848 x 480) с частотой 30 кадров в секунду, и фронтальная камера — тоже 5-мегапиксельная. Данные передаются беспроводными модулями Wi-Fi (802.11 b/g/n) и Bluetooth 4.0, может выступать в качестве роутера с помощью функции «Общий интернет» (Wi-Fi HotSpot), есть разъём USB v2.0, имеется FM-радио. Позиционирование GPS + GLONASS на основе информации из сети Wi-Fi и сети сотовой связи. Аппарат работает от Li-ion аккумулятора емкостью 1905 мА·ч и может проработать в режиме ожидания с двумя сим-картами: 14 дней. Максимальное время работы в режиме разговора в сети 2G: 11 ч, в сети 3G: 13 ч, в режиме воспроизведения музыки: 78 ч, в интернете через подключение Wi-Fi: 8,5 ч, в режиме воспроизведения видео: 6,5 ч. Весит 145,3 грамма.

## Программное обеспечение
Microsoft Lumia 535 работает под управлением операционной системы Windows Phone 8.1 Denim с поддержкой обновления до Windows 10 Mobile версии 1607 (Anniversary Update).